# EuroInternational
EuroInternational, anciennement EuroMotorsport, est une écurie italo-américaine de sport automobile fondée en 1989 par Antonio Ferrari.

## Histoire
Cette écurie était auparavant connu sous le nom d'Euromotorsport lorsqu'elle participait au championnat CART Indy Car World Series, alignant pour la plupart du temps des pilotes payants européens, de 1989 à 1994. La meilleure performance de l'équipe a été une 4e place du Grand Prix Detroit de 1993 avec Andrea Montermini. L'écurie a tenté à plusieurs reprises de qualifier ses pilotes pour les 500 miles d'Indianapolis, mais n'a réussi qu'a trois occasions, avec Davy Jones en 1989 et 1993 et Mike Groff en 1992. L'équipe a changé son nom pour EuroInternational en 1997 et est passée au championnat IRL IndyCar et a aligné une voiture dans deux courses pour Billy Roe, y compris les 500 miles d'Indianapolis de 1997.

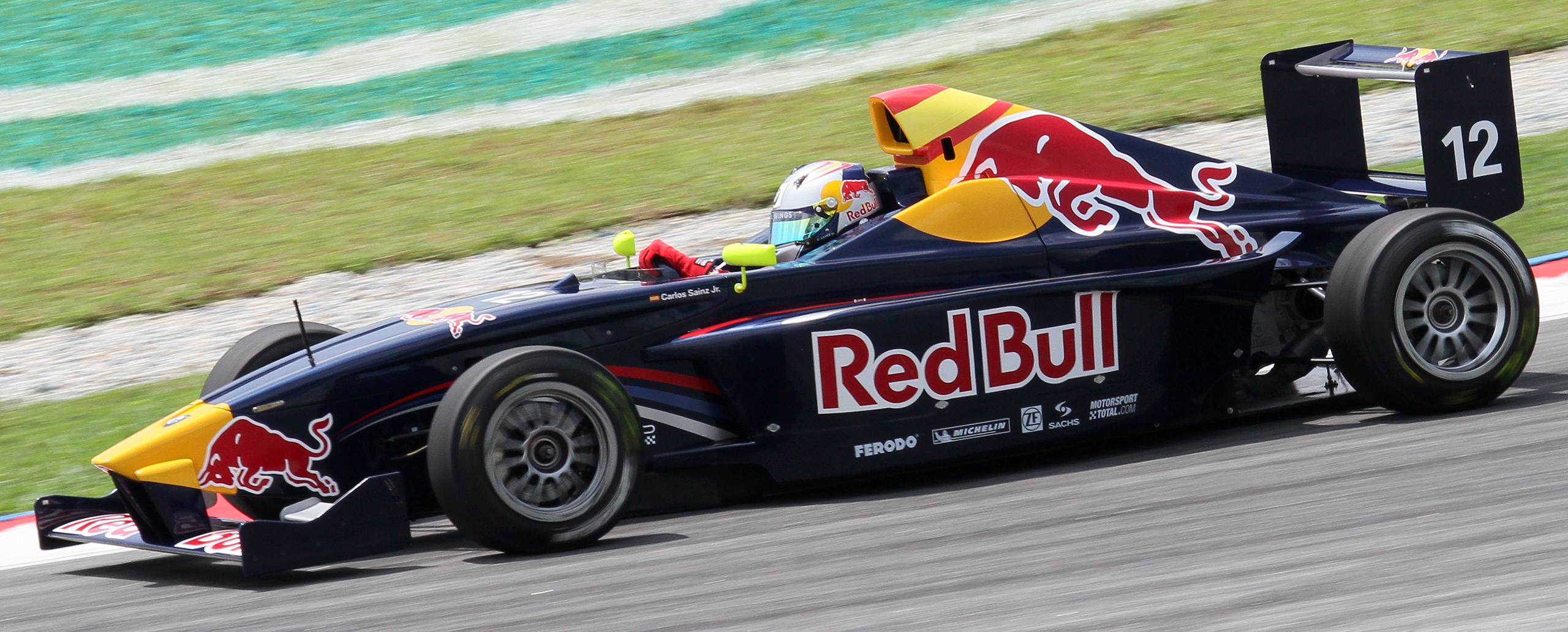
Carlos Sainz Jr - Formule BMW Malaisie - Avril 2010

EuroInternational a ensuite été absent de la course automobile pendant quelques années avant de refaire surface en Formule Renault et Formule BMW USA. L'équipe était censée revenir en Champ Car en 2006  mais cela ne s'est jamais concrétisée. En 2007, l'équipe a annoncé qu'elle avait acheté les actifs d'Alan Sciuto Racing et se préparait à participer au championnat Atlantic Championship 2008 avec le pilote italien Edoardo Piscopo. Au début de la saison, l'équipe aligna une paire de voitures pour Daniel Morad et Luis Schiavo (en) au lieu d'une pour Piscopo.
En 2008, l'écurie a également commencé à aligner les équipes de Superleague Formula pour le SC Corinthians et l'Atlético Madrid, avec comme pilotes Antônio Pizzonia et Andy Soucek. Ils n'ont pas poursuivi le Atlantic Championship ni la Superleague Formula en 2009.

## Liste de pilotes
La liste de pilotes ci-dessous ont réalisé au moins une course dans le championnat CART Indy Car World Series pour Euromotorsport: 

- Jeff Andretti (1994)
- Scott Atchison (en) (1989)
- Tony Bettenhausen, Jr. (en) (1990)
- Steve Chassey (en) (1992)
- Andrea Chiesa (1993)
- Guido Daccò (en) (1989–1990, 1992)
- Christian Danner (1992–1993)
- Franck Fréon (1994)
- Jean-Pierre Frey (1989)
- Mike Groff (en) (1990–1992)
- Roberto Guerrero (1991)
- Davy Jones (1989, 1993)
- David Kudrave (en) (1993)
- Jovy Marcelo (1992)
- Andrea Montermini (1993)
- Nicola Marozzo (en) (1991–1992)
- Tero Palmroth (en) (1989, 1992)
- Vinicio Salmi (en) (1992)
- Franco Scapini (1991)
- George Snider (en) (1992)
- Jeff Wood (en) (1991–1994)
- Alessandro Zampedri (1994)

## Résultats

### Résultats complets des championnats CART Indy Car World Series
| Année | Châssis     | Moteur             | Pilotes              | No. | 1   | 2   | 3    | 4    | 5   | 6   | 7   | 8   | 9   | 10  | 11  | 12  | 13  | 14  | 15  | 16  | 17  |
| ----- | ----------- | ------------------ | -------------------- | --- | --- | --- | ---- | ---- | --- | --- | --- | --- | --- | --- | --- | --- | --- | --- | --- | --- | --- |
| 1989  |             |                    |                      |     | PHX | LBH | INDY | MIL  | DET | POR | CLE | MEA | TOR | MCH | POC | MDO | ROA | NAZ | LAG |     |     |
| 1989  | Lola T88/00 | Cosworth DFX V8t   | Jean-Pierre Frey     | 50  | 21  |     | Wth  | DNQ  | DNQ |     |     |     |     |     |     |     |     |     |     |     |     |
| 1989  | Lola T88/00 | Cosworth DFX V8t   | Davy Jones           | 50  |     |     | 7    |      |     |     |     |     |     |     |     |     |     |     |     |     |     |
| 1989  | Lola T88/00 | Cosworth DFX V8t   | Scott Atchison (en)  | 50  |     |     |      |      |     | 17  | 27  | 14  |     |     |     |     |     |     |     |     |     |
| 1989  | Lola T88/00 | Cosworth DFX V8t   | Guido Daccò (en)     | 50  |     |     |      |      |     |     |     |     |     | 13  |     | 26  | 26  | 12  | 26  |     |     |
| 1989  | Lola T88/00 | Cosworth DFX V8t   | Tero Palmroth (en)   | 50  |     |     |      |      |     |     |     |     |     |     | 25  |     |     |     |     |     |     |
| 1990  |             |                    |                      |     | PHX | LBH | INDY | MIL  | DET | POR | CLE | MEA | TOR | MCH | DEN | VAN | MDO | ROA | NAZ | LAG |     |
| 1990  | Lola T88/00 | Cosworth DFX V8t   | Guido Daccò (en)     | 50  | 12  | DNQ | DNQ  |      |     |     |     |     |     |     |     |     |     |     |     |     |     |
| 1990  | Lola T88/00 | Cosworth DFX V8t   | Rich Vogler (en)     | 50  |     |     | DNQ  |      |     |     |     |     |     |     |     |     |     |     |     |     |     |
| 1990  | Lola T88/00 | Cosworth DFX V8t   | Mike Groff (en)      | 50  |     |     | DNQ  |      |     |     |     |     |     |     |     |     |     |     |     |     |     |
| 1990  | Lola T89/00 | Cosworth DFS V8t   | Mike Groff (en)      | 50  |     |     | DNQ  |      | 15  | 23  | 9   | 26  |     |     |     |     |     |     |     |     |     |
| 1990  | Lola T90/00 | Cosworth DFS V8t   | Mike Groff (en)      | 50  |     |     |      |      |     |     |     |     | 11  | 11  | 14  | 22  | 10  | 17  | 7   | 15  |     |
| 1991  |             |                    |                      |     | SFR | LBH | PHX  | INDY | MIL | DET | POR | CLE | MEA | TOR | MCH | DEN | VAN | MDO | ROA | NAZ | LAG |
| 1991  | Lola T90/00 | Cosworth DFS V8t   | Tony de Tommaso (en) | 42  |     |     |      |      |     |     |     |     |     |     |     | DNQ |     |     |     |     |     |
| 1991  | Lola T90/00 | Cosworth DFS V8t   | Nicola Marozzo (en)  | 42  |     |     |      |      |     |     |     |     |     |     |     |     | 22  | DNS | DNQ |     |     |
| 1991  | Lola T91/00 | Cosworth DFS V8t   | Franco Scapini       | 42  | 11  |     |      |      |     |     |     |     |     |     |     |     |     |     |     |     |     |
| 1991  | Lola T91/00 | Cosworth DFS V8t   | Mike Groff (en)      | 50  | 8   | 23  | 16   | 24   | 18  | 22  | 11  | 10  | 11  |     |     |     |     |     |     |     |     |
| 1991  | Lola T91/00 | Cosworth DFS V8t   | Roberto Guerrero     | 50  |     |     |      |      |     |     |     |     |     | 18  |     |     |     |     |     |     |     |
| 1992  |             |                    |                      |     | SFR | PHX | LBH  | INDY | DET | POR | MIL | NHA | TOR | MCH | CLE | ROA | VAN | MDO | NAZ | LAG |     |
| 1992  | Lola T90/00 | Cosworth DFS V8t   | Vinicio Salmi (en)   | 42  |     |     |      |      |     | 18  |     |     | 20  |     |     | 15  | 20  |     |     | 24  |     |
| 1992  | Lola T90/00 | Cosworth DFS V8t   | Steve Chassey (en)   | 42  |     |     |      |      |     |     | 22  | 19  |     | 19  |     |     |     |     |     |     |     |
| 1992  | Lola T90/00 | Cosworth DFS V8t   | Tero Palmroth (en)   | 42  |     |     |      |      |     |     |     |     |     |     | 26  |     |     |     |     |     |     |
| 1992  | Lola T90/00 | Cosworth DFS V8t   | Jeff Wood (en)       | 42  |     |     |      |      |     |     |     |     |     |     |     |     |     | 13  |     |     |     |
| 1992  | Lola T90/00 | Cosworth DFS V8t   | Guido Daccò (en)     | 42  |     |     |      |      |     |     |     |     |     |     |     |     |     |     | 23  |     |     |
| 1992  | Lola T91/00 | Cosworth DFS V8t   | Nicola Marozzo (en)  | 42  | 19  |     |      |      |     |     |     |     |     |     |     |     |     |     |     |     |     |
| 1992  | Lola T91/00 | Cosworth DFS V8t   | Nicola Marozzo (en)  | 50  |     |     |      |      |     | 24  |     |     |     |     |     |     |     |     |     |     |     |
| 1992  | Lola T91/00 | Cosworth DFS V8t   | Jovy Marcelo         | 50  | 14  | 19  | 19   | DNQ  |     |     |     |     |     |     |     |     |     |     |     |     |     |
| 1992  | Lola T91/00 | Cosworth DFS V8t   | Christian Danner     | 50  |     |     |      |      | 18  |     |     |     | 16  |     | 16  | 16  | 21  | 19  | 13  | 20  |     |
| 1992  | Lola T91/00 | Cosworth DFS V8t   | Mike Groff (en)      | 50  |     |     |      |      |     |     | 14  | 13  |     |     |     |     |     |     |     |     |     |
| 1992  | Lola T91/00 | Cosworth DFS V8t   | George Snider (en)   | 50  |     |     |      |      |     |     |     |     |     | 24  |     |     |     |     |     |     |     |
| 1993  |             |                    |                      |     | SFR | PHX | LBH  | INDY | MIL | DET | POR | CLE | TOR | MCH | NHA | ROA | VAN | MDO | NAZ | LAG |     |
| 1993  | Lola T91/00 | Cosworth DFS V8t   | Andrea Chiesa        | 42  | 26  |     |      |      |     |     |     |     |     |     |     |     |     |     |     |     |     |
| 1993  | Lola T91/00 | Cosworth DFS V8t   | Jeff Wood (en)       | 42  |     | DNQ | 20   |      | DNQ | DNQ | 28  | 17  | 28  |     |     | 27  | 15  | DNQ |     | DNQ |     |
| 1993  | Lola T91/00 | Cosworth DFS V8t   | Jeff Wood (en)       | 50  |     |     |      |      |     |     |     |     |     | 20  | 24  |     |     |     | DNS |     |     |
| 1993  | Lola T92/00 | Chevrolet 265A V8t | Andrea Montermini    | 50  | 25  |     |      |      |     | 4   |     |     | 27  |     |     |     | 19  |     |     |     |     |
| 1993  | Lola T92/00 | Chevrolet 265A V8t | David Kudrave (en)   | 50  |     | 8   | 27   |      | 24  |     | 23  |     |     |     |     |     |     | 23  |     |     |     |
| 1993  | Lola T92/00 | Chevrolet 265A V8t | David Kudrave (en)   | 42  |     |     |      |      |     |     |     |     |     | 12  | 23  |     |     |     | 14  |     |     |
| 1993  | Lola T92/00 | Chevrolet 265A V8t | Davy Jones           | 50  |     |     |      | 15   |     |     |     |     |     |     |     |     |     |     |     |     |     |
| 1993  | Lola T92/00 | Chevrolet 265A V8t | Christian Danner     | 50  |     |     |      |      |     |     |     | 25  |     |     |     | 11  |     |     |     | 26  |     |
| 1994  |             |                    |                      |     | SFR | PHX | LBH  | INDY | MIL | DET | POR | CLE | TOR | MCH | MDO | NHA | VAN | ROA | NAZ | LAG |     |
| 1994  | Lola T93/00 | Ilmor 265C V8t     | Alessandro Zampedri  | 50  | 22  |     | 22   |      |     |     |     |     |     |     |     |     |     |     |     |     |     |
| 1994  | Lola T92/00 | Ilmor 265A V8t     | Giovanni Lavaggi     | 50  |     |     |      |      |     | DNQ |     |     |     |     |     |     |     |     |     |     |     |
| 1994  | Lola T92/00 | Ilmor 265A V8t     | Jeff Wood (en)       | 50  |     |     |      |      | Wth |     | 29  | 23  | 28  | 17  | DNQ | DNQ |     |     | DNQ | DNQ |     |
| 1994  | Lola T92/00 | Ilmor 265A V8t     | Franck Fréon         | 50  |     |     |      |      |     |     |     |     |     |     |     |     | DNQ | 29  |     |     |     |
| 1994  | Lola T92/00 | Ilmor 265A V8t     | David Kudrave (en)   | 50  |     | DNQ | DNQ  |      |     |     |     |     |     |     |     |     |     |     |     |     |     |
| 1994  | Lola T92/00 | Ilmor 265A V8t     | David Kudrave (en)   | 55  | DNQ |     |      |      |     |     |     |     |     |     |     |     |     |     |     |     |     |
| 1994  | Lola T93/00 | Ilmor 265C V8t     | Jeff Andretti        | 55  |     | 17  |      |      |     |     |     |     |     |     |     |     |     |     |     |     |     |

### Résultat complet Indy Racing League
| Année     | Châssis     | Moteur               | Pilotes        | No. | 1   | 2   | 3   | 4   | 5    | 6   | 7    | 8   | 9   | 10  |
| --------- | ----------- | -------------------- | -------------- | --- | --- | --- | --- | --- | ---- | --- | ---- | --- | --- | --- |
| 1996–1997 |             |                      |                |     | NHA | LSV | WDW | PHX | INDY | TXS | PPIR | CLT | NHA | LSV |
| 1996–1997 | Dallara IR7 | Oldsmobile Aurora V8 | Billy Roe (en) | 50  |     |     |     | 15  | 22   | Wth |      |     |     |     |

### Résultat complet Formule Renault 3.5
| Année | no | Pilotes                                   | ZOL 1 | ZOL 2 | MON 1 | VAL 1 | VAL 2 | LMS 1 | LMS 2 | BIL 1 | BIL 2 | OSC 1 | OSC 2 | DON 1 | DON 2 | EST FEA | EST SPR | MOZ FEA | MOZ SPR | Points | Class. |
| ----- | -- | ----------------------------------------- | ----- | ----- | ----- | ----- | ----- | ----- | ----- | ----- | ----- | ----- | ----- | ----- | ----- | ------- | ------- | ------- | ------- | ------ | ------ |
| 2005  | 1  | Giorgio Mondini Fabio Carbone Danny Watts | 16    | Ret   | 15    | Ret   | 6     | DNS   | DNS   |       |       | Ret   | Ret   | 9     | 8     | 15      | 9       | 13      | 15      | 15     | 13e    |
| 2005  | 2  | Matteo Meneghello (en)                    | NC    | 13†   | DNS   |       |       |       |       | 16    | 17    | Ret   | 13    | 12    | 16    | 20      | 14      | Ret     | 8       | 15     | 13e    |

| Année | no | Pilotes                                                                                       | ZOL | ZOL | MON | IST | IST | MIS | MIS | SPA | SPA | NÜR | NÜR | DON | DON | BUG | BUG | CAT | CAT | Points | Class. |
| ----- | -- | --------------------------------------------------------------------------------------------- | --- | --- | --- | --- | --- | --- | --- | --- | --- | --- | --- | --- | --- | --- | --- | --- | --- | ------ | ------ |
| 2006  | 23 | Enrico Toccacelo Miloš Pavlović Richard Keen (en) Mehdi Bennani Alberto Valerio               | 9   | 8   | DNQ | 15  | 20  | 8   | 15  | 15  | 23  | 4   | DNF | 20  | 21  | DNF | 19  | 19  | DNF | 18     | 13e    |
| 2006  | 24 | Pascal Kochem Mehdi Bennani Jason Tahincioglu Carlos Iaconelli Marcos Martínez Nil Montserrat | 12  | 11  | DNQ | 21  | 16  | DNF | 21  | 11  | 17  | DNF | DNF | DNF | DNF | DNS | DNF | 22  | 17  | 18     | 13e    |

| Année | no | Pilotes                                                 | MNZ FEA | MNZ SPR | NÜR FEA | NÜR SPR | MON FEA | HUN FEA | HUN SPR | SPA FEA | SPA SPR | DON FEA | DON SPR | MAG FEA | MAG SPR | EST FEA | EST SPR | CAT FEA | CAT SPR | Points | Class. |
| ----- | -- | ------------------------------------------------------- | ------- | ------- | ------- | ------- | ------- | ------- | ------- | ------- | ------- | ------- | ------- | ------- | ------- | ------- | ------- | ------- | ------- | ------ | ------ |
| 2007  | 25 | Celso Míguez Jaap Van Lagen Julian Theobald (en)        | 7       | 5       | 25      | Ret     | 20†     | Ret     | Ret     | DNS     | DNS     | 23      | 18      | Ret     | 23      | 26      | Ret     | 25      | 18      | 10     | 14e    |
| 2007  | 26 | Alex Ciompi (en) Johannes Theobald (en) Giorgio Mondini | 14      | Ret     | Ret     | 21      | Ret     | Ret     | DNS     | 15      | 18      | 18      | 19      | Ret     | 16      | 25      | 19      | 26      | Ret     | 10     | 14e    |

- † = Le pilote n’a pas fini, mais il est classé car il a parcouru plus de 90 % de la distance de la course.

### Résultat complet Formule Atlantic
| Année | Voiture              | Pilotes           | No. | 1   | 2   | 3   | 4    | 5    | 6    | 7    | 8   | 9  | 10  | 11  | D.C. | Points |
| ----- | -------------------- | ----------------- | --- | --- | --- | --- | ---- | ---- | ---- | ---- | --- | -- | --- | --- | ---- | ------ |
| 2008  | Swift-Mazda Cosworth |                   |     | LBH | LAG | MTT | EDM1 | EDM2 | ROA1 | ROA2 | TRR | NJ | UTA | ATL |      |        |
| 2008  | Swift-Mazda Cosworth | Luis Schiavo (en) | 46  | 18  | Ret | DNS | 16   | 14   | 10   | 12   | 16  |    |     | 7   | 20th | 60     |
| 2008  | Swift-Mazda Cosworth | Daniel Morad      | 70  | 6   | 9   | Ret | 11   | 8    | Ret  | 9    | 6   |    |     |     | 12th | 95     |

### Superleague Formula
| Année | Voiture      | Équipes         | Courses | victoires | pole positions | Meilleurs tours | Points | T.C. |
| ----- | ------------ | --------------- | ------- | --------- | -------------- | --------------- | ------ | ---- |
| 2008  | Panoz-Menard | SC Corinthians  | 12      | 0         | 0              | 1               | 264    | 9th  |
| 2008  | Panoz-Menard | Atlético Madrid | 9       | 0         | 0              | 3               | 132    | 18th |

### European Le Mans Series
| Année | Classe | no | Pilotes                                                             | Voiture      | SIL | IMO | RBR | LEC | SPA | EST | Total | Class. |
| ----- | ------ | -- | ------------------------------------------------------------------- | ------------ | --- | --- | --- | --- | --- | --- | ----- | ------ |
| 2016  | LMP3   | 11 | Marco Jacoboni Giorgio Mondini Andrea Roda                          | Ligier JS P3 | Ret | 2   | Ret | Ret |     | Ret | 18    | 12e    |
| 2017  | LMP3   | 11 | Giorgio Mondini Davide Uboldi Marco Jacoboni Andrea Dromedari       | Ligier JS P3 | Ret | 5   | 1   | 4   | Ret | 9   | 49    | 7e     |
| 2017  | LMP3   | 12 | Andrea Dromedari Max Hanratty Maxime Pialat Ricky Capo James Dayson | Ligier JS P3 | 12  | 12  | Ret | 8   | 11  | Ret | 5.5   | 14e    |